# Szalagos rétisas

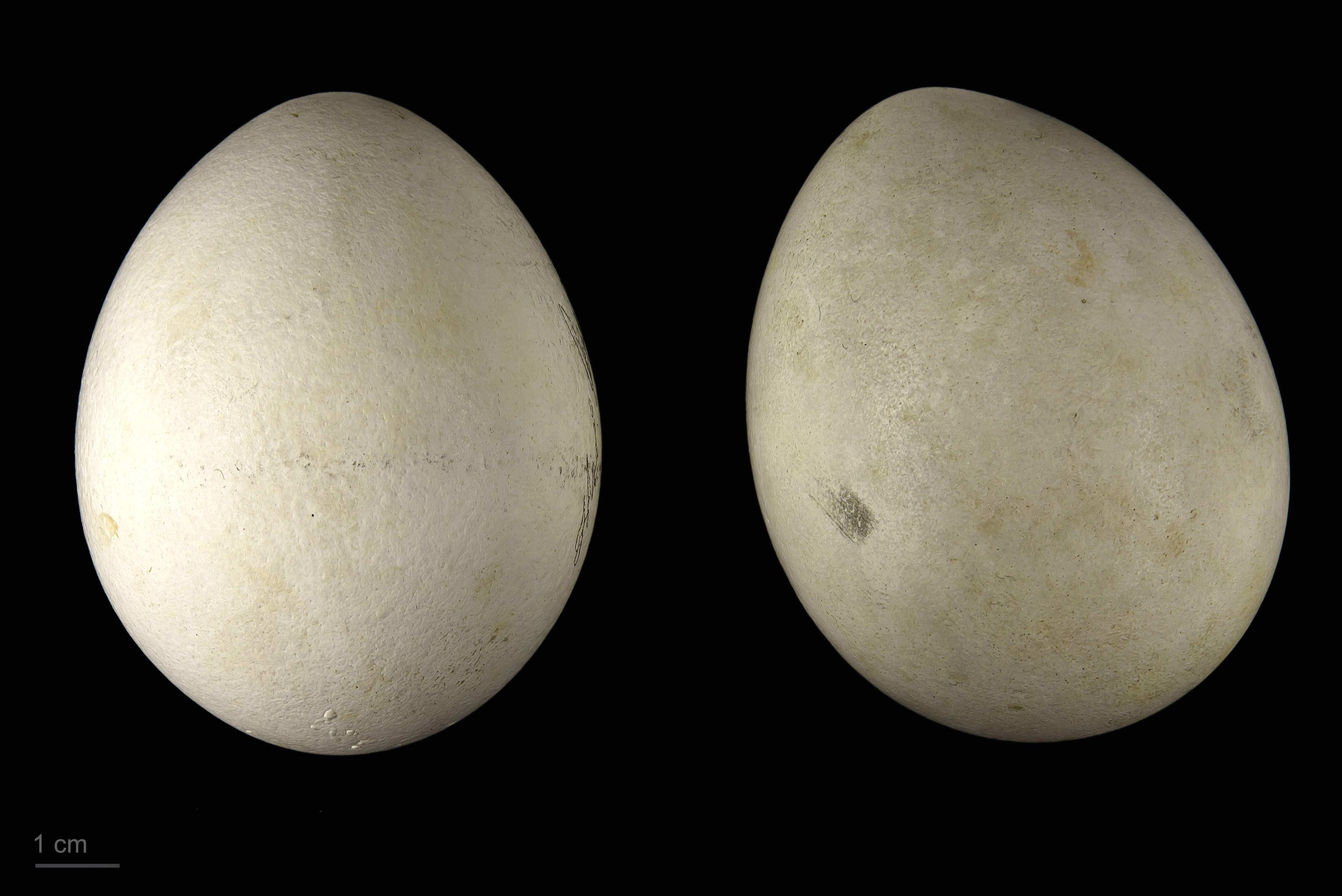
Haliaeetus leucoryphus

A szalagos rétisas (Haliaeetus leucoryphus) a madarak (Aves) osztályának a vágómadár-alakúak (Accipitriformes) rendjébe, ezen belül a vágómadárfélék (Accipitridae) családjába tartozó faj.

## Előfordulása
Az állandó populáció elsősorban Dél-Ázsia hatalmas folyamai mentén él.
A vándorló egyedek szaporodási időszakban Közép- és Észak-Kína és Mongólia nagy részén élnek, sőt nyugati irányban Kazahsztánon keresztül olykor Ukrajnáig is eljutnak.
A XX. század első felében az élőhelyük összeszűkült, ezért a faj napjainkra gyakorlatilag teljesen eltűnt a Krím-félszigetről, Ukrajnából és Kazahsztán északnyugati részéről.
Kínában és Mongóliában sem jobb a helyzet.
A szalagos rétisas alapvetően édesvízi élőhelyekhez, kisebb-nagyobb tavakhoz és folyókhoz kötődik, de beltengerek, elsősorban a Kaszpi-tenger valamint régebben a Fekete-tenger vidékén is előfordult.

## Megjelenése
Magassága 76–84 centiméter szárnyfesztávolsága 190–240 centiméter. A hím 2110–3300 gramm, a tojó pedig 2100–3700 gramm.
A fiatal madarak sötétebb barna színűek, mint a felnőtt egyedek. Ezeknek a farka, feje és nyaka sötét színű; a felnőttek feje, nyaka jóval világosabb, a farkuk fehér, és a végén fekete szalag van.

## Életmódja
Főleg halakat fogyaszt, kisebb mennyiségben madarakat, emlőst, békát, hüllőt is.

## Szaporodás
Az elterjedési terület déli részén októbertől júniusig, északi részén márciustól júliusig.
Fészekalja 2-3 tojásból áll, költési idő kb. 40 nap, a kirepülési idő 70 nap.